# 伊藤周子
伊藤 周子（いとう しゅうこ、1955年4月9日 - ）は、テレビ高知(KUTV)の元アナウンサー。
大阪府大阪市出身。金蘭短期大学（現・千里金蘭大学短期大学部）卒業後、1976年にテレビ高知入社。
血液型A型、趣味は仕事。

## 担当番組
- 特別番組など

## 過去の担当番組
- イブニングKOCHI
- 伊藤周子のテレビ大好き
- ナイスU
- はらたいらのおらんく風土記(アシスタントとして)
- こんにちはNTTです
- ブライダルメッセージ